# Diane de Grandseigne
Diane de Grandseigne ou de Grandsaigne (1610-11 février 1666) est une dame de la noblesse française, et entre autres la mère de Mme de Montespan, favorite de Louis XIV.

## Biographie
Elle nait probablement autour de 1610 à Lussac-les-Châteaux en Poitou. Elle est la fille de Jean de Grandseigne, marquis de Marsillac et de Catherine de La Béraudière, dame de Villenon. Elle porte le titre de marquise de Grandseigne.
Dame d'honneur de la Reine, elle est réputée pieuse et douce. Vers 1632, elle épouse le duc de Mortemart, Gabriel de Rochechouart, ami de Louis XIII. Elle lui donnera cinq enfants, dont quatre resteront célèbres :
- Gabrielle de Rochechouart (1633-1693), devenue par mariage marquise de Thianges, réputée la plus belle des sœurs Rochechouart et la plus spirituelle.
- Louis Victor de Rochechouart (1636-1688), duc de Mortemart puis de Vivonne. Il sera maréchal de France et ami d'enfance de Louis XIV ;
- Françoise Athénaïs de Rochechouart de Mortemart (1640-1707), devenue marquise de Montespan par son mariage, elle sera la plus célèbre des enfants de Diane de Grandseigne pour sa longue liaison avec Louis XIV. Elle lui donnera sept enfants légitimés qui porteront leur sang dans les lignées royales européennes ;
- Marie-Christine , religieuse souvent oubliée par les manuels d'histoire
- Marie-Madeleine de Rochechouart (1645-1704), dite la « perle des Abbesses ». Grâce à la faveur de sa sœur, elle arrache le titre d'abbesse de Fontevrault, réservé aux princesses, et gouvernera ses paroisses en modèle ;

Ses relations avec son époux sont marquées par des dissensions liées à leurs caractères profondément opposés, lui bon vivant coureur de jupons, elle pieuse et soucieuse de ses devoirs, comme le résume bien une anecdote du temps :

« Un soir qu'il était rentré fort tard à son ordinaire, elle, qui l'attendait, ne put s'empêcher de lui demander d'un ton chagrin :
 
- D'où venez-vous ? Passerez-vous ainsi votre vie avec des diables ?

À quoi M. de Mortemart répondit :

- Je ne sais d'où je viens, mais je sais que mes diables sont de meilleure humeur que votre bon ange. »

Diane de Grandseigne élève ses enfants à la campagne avec un grand sens du devoir maternel et beaucoup de piété. Ses enfants garderont d'elle cette croyance en Dieu. Alors que son époux volage fréquente d'autres femmes, elle reste de marbre, priant seulement pour l'âme de son mari.
Elle meurt à Poitiers le 11 février 1666.

## Portrait des enfants de Diane de Grandseigne

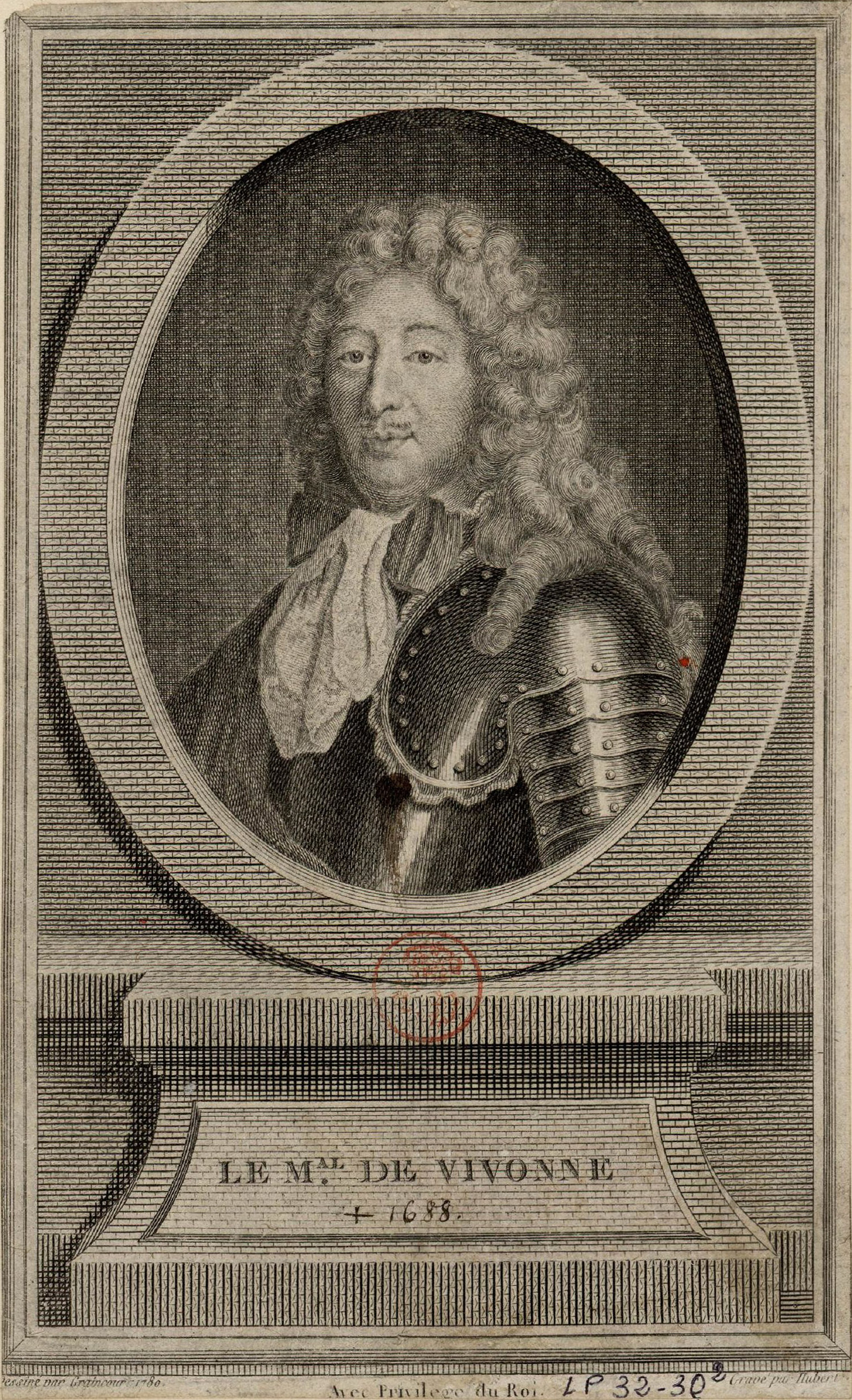
Louis Victor de Rochechouart de Mortemart.
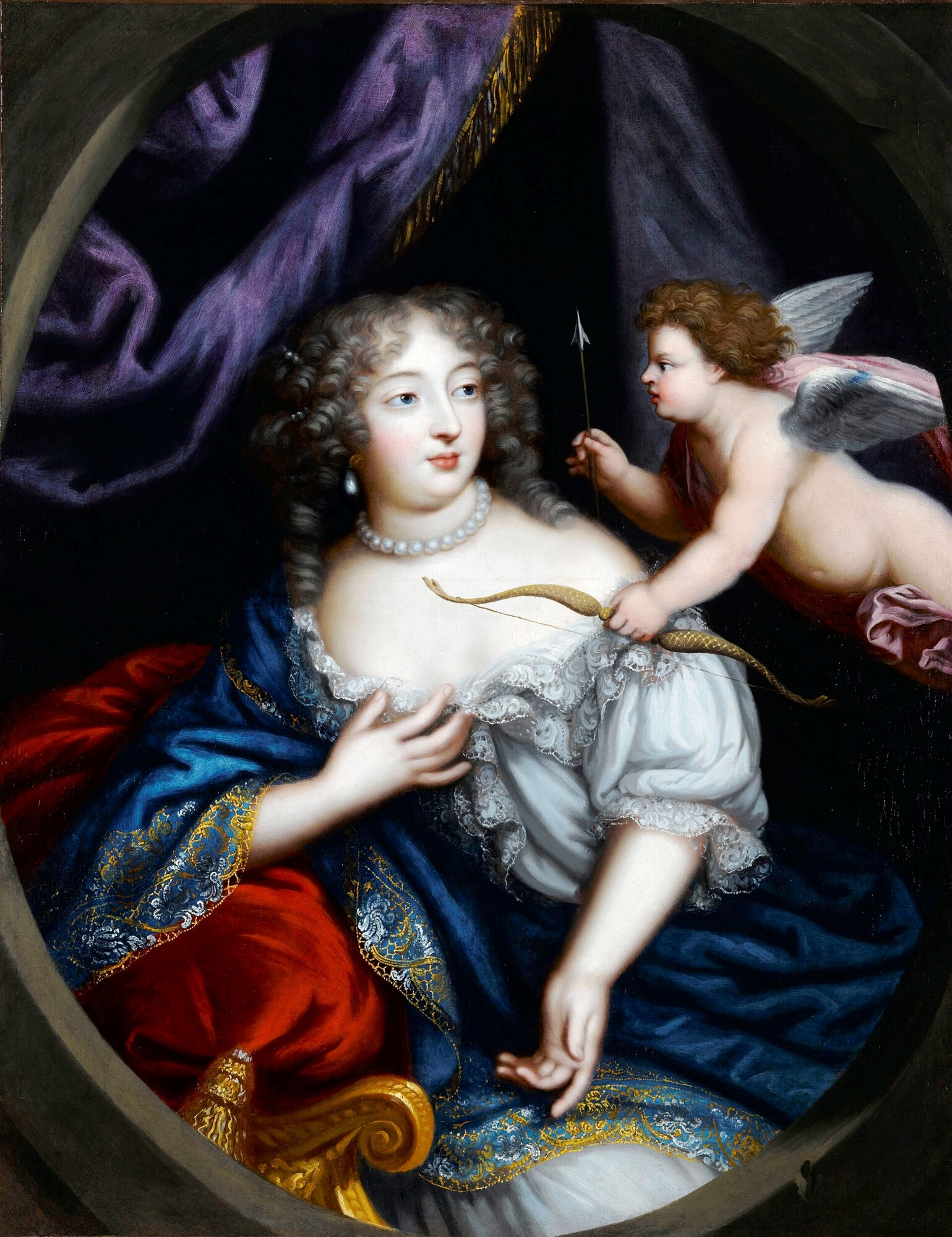
La marquise de Montespan.
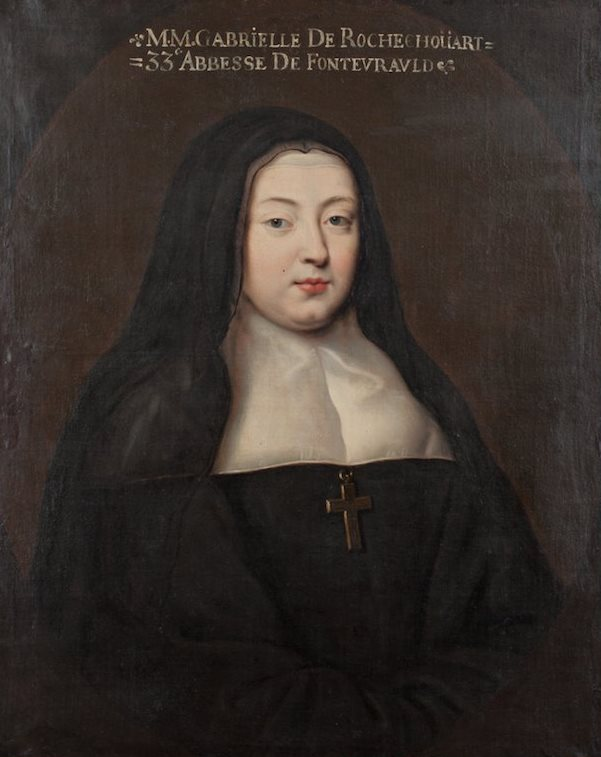
Marie-Madeleine de Rochechouart, « la perle des abbesses ».